# Орегонский университет
Орегонский университет или Университе́т Орего́на (англ. University of Oregon) — публичный исследовательский университет в США, расположенный в Юджине, штат (Орегон). 
Университет — один из 60 членов Ассоциации американских университетов. Общее число студентов — более 25000 человек.
Является альма-матер для двух лауреатов Нобелевской премии и десяти лауреатов Пулитцеровской премии (по состоянию на 2012 год).

## История
Университет был создан 12 октября 1872 года по решению Законодательной ассамблеи Орегона, несмотря на финансовые проблемы. Жители города Юджин изо всех сил пытались помочь с финансированием учреждения, проводя многочисленные мероприятия по сбору средств. В общей сложности они собрали $ 27 500, чего было достаточно, чтобы купить восемнадцать акров земли по цене $ 2500. Двери университета были официально открыты в 1876 году, в Дейди-холле. В первый год зачисления обучалось 155 студентов, их учили пятеро преподавателей. Первый выпуск состоялся в 1878 году, тогда университет окончили пятеро студентов.

## Обучение
Орегонский университет предоставляет 630 программ очного обучения и 3 программы дистанционного обучения студентов. Наиболее популярными направлениями подготовки, на которых учится наибольший процент студентов, являются:
22% — Социология.
14% — Бизнес, Менеджмент, Маркетинг и сопутствующие дисциплины.
11% — Коммуникации, журналистика и близкие направления.
8% — Психология.
8% — Биология и биомедицина.
Среди поступающих в Орегонский университет наиболее популярным тестом является SAT - 70% поступающих сдали его относительно 41% сдавших ACT тест (данные за 2014-2015 год). Количество иностранных студентов достигает 13% относительно общего количества учащихся.

## Известные выпускники
См.: Категория:Выпускники Орегонского университета, Список выпускников Орегонского университета